# Megaerops niphanae
Espèce
Répartition géographique
Statut de conservation UICN

 LC  : Préoccupation mineure
Megaerops niphanae est une espèce de chauve-souris de la famille des Pteropodidae (sous-ordre des Megachiroptera).

## Systématique
L'espèce Megaerops niphanae a été décrite en 1983 par Songsakdi Yenbutra (d) et Heinz Felten (d).

## Répartition
Megaerops niphanae se rencontre dans le Nord-Est de l'Inde, en Thaïlande, au Laos, au Cambodge et au Vietnam.